# Décès en avril 1989
Décès
- 1985
- 1986
- 1987
- 1988
- 1989
- 1990
- 1991
- 1992
- 1993

Pour une information complémentaire, voir la page d'aide.

| Date     | Nom                      | Activités                                                   | Âge | Source |
| -------- | ------------------------ | ----------------------------------------------------------- | --- | ------ |
| 5 avril  | Jacques Thévenet         | peintre, graveur et illustrateur français                   | 97  |        |
| 6 avril  | Henri Cadiou             | peintre français                                            | 83  |        |
| 7 avril  | Marja Habraken           | actrice néerlandaise                                        | 49  |        |
| 12 avril | Sugar Ray Robinson       | boxeur américain                                            | 67  |        |
| 13 avril | Gilbert Scodeller        | coureur cycliste français                                   | 57  |        |
| 15 avril | Charles Vanel            | acteur français                                             | 96  |        |
| 15 avril | Suzanne Lalique-Haviland | illustratrice, décoratrice d'intérieur et peintre française | 96  |        |
| 15 avril | Bernard-Marie Koltès     | écrivain français                                           | 41  |        |
| 15 avril | Federico Gay             | coureur cycliste italien                                    | 92  |        |
| 16 avril | Thierry Paulin           | Tueur en série français                                     | 25  |        |
| 18 avril | Daphne du Maurier        | écrivaine anglaise                                          | 81  |        |
| 23 avril | Marc Daniels             | réalisateur, acteur, producteur et scénariste américain     | 77  |        |
| 24 avril | Franz Binder             | footballeur international autrichien et allemand            | 77  |        |
| 25 avril | George Coulouris         | acteur anglais                                              | 85  |        |
| 26 avril | Tamiji Kitagawa          | peintre japonais                                            | 95  | (en)   |
| 26 avril | Lucille Ball             | actrice américaine                                          | 77  |        |
| 30 avril | Sergio Leone             | cinéaste et réalisateur italien                             | 60  |        |